# Ghiacciaio Pirogov
Il ghiacciaio Pirogov è un ghiacciaio lungo 5,0 km e largo 1,5, situato sull'isola Brabant, una delle isole dell'arcipelago Palmer, al largo della costa nord-occidentale della Terra di Graham, in Antartide. In particolare, il ghiacciaio, che si trova a sud del ghiacciaio Djerassi e a nord-ovest del ghiacciaio Balanstra, fluisce verso ovest lungo il versante sud-occidentale del monte Parry, nei monti Stribog, fino a entrare nella baia di Dallmann, poco a sud di punta Minot.

## Storia
Il ghiacciaio Pirogov è stato così battezzato dalla Commissione bulgara per i toponimi antartici in onore del medico russo Nikolaj Ivanovič Pirogov, considerato il fondatore della medicina militare e primo chirurgo a utilizzare gli eteri come anestetici in un'operazione di campo.